# Encarsia catherineae
Encarsia catherineae är en stekelart som först beskrevs av Dozier 1933.  Encarsia catherineae ingår i släktet Encarsia och familjen växtlussteklar. Inga underarter finns listade i Catalogue of Life.